# Гарс-ам-Камп
Гарс-на-Кампе (нем. Gars am Kamp) — ярмарочная коммуна в Австрии, в федеральной земле Нижняя Австрия.
Входит в состав округа Хорн. Население составляет 3562 человека (на 31 декабря 2007 года). Занимает площадь 50,46 км². Официальный код — 31106.

## Политическая ситуация
Бургомистр коммуны — Мартин Фальк (АНП) по результатам выборов 2005 года.
Совет представителей коммуны (нем. Gemeinderat) состоит из 23 мест.
- АНП занимает 13 мест.
- СДПА занимает 6 мест.
- Партия BLG занимает 4 места.